# Газваген
Газваген або газенваген (нім. Gaswagen; рос. душегубка/dušegubka; серб. душегупка/dušegupka; англ. gas van/gas wagon) мобільна газова камера на базі вантажного автомобіля. Вантажівка мала герметичне приміщення для жертв в середину якого подавалися вихлопні гази від роботи двигуна. Отруйною речовиною виступав монооксид вуглецю. Жертви гинули від задухи. Газвагени були винайдені в СРСР наприкінці 30-их років під час Великого Терору. Активно застосовувались в Нацистській Німеччині для знищення ворогів режиму, переважно євреїв.

## Винахід і використання у СРСР
Газваген було винайдено в СРСР у 1936, Ісаєм Бергом, головою адміністративного і економічного відділу НКВС у Московській області. Газвагени використовувалися для вбивства в'язнів за допомогою вихлопів двигуна під час вивезення до місць масових поховань в Бутово. Таким чином процес страти фактично відбувався під час вивезення до майбутнього місця поховання.

## Використання Нацистською Німеччиною
Під час поїздок до Росії у 1941 році райхсфюрер СС Генріх Гіммлер дізнався про психологічний вплив розстрілів жінок і дітей на айнзатцгрупи. Тому він доручив Артуру Небе дослідити способи вбивства, які були б менш стресовими для оперативних груп. Експерименти Небе врешті-решт привели до використання газового фургона. Цей транспортний засіб вже використовувався у 1940 році для отруєння газом людей з психічними розладами з Східної Пруссії та Померанії у таборі Сольдау, розташованому в колишньому польському коридорі.  З 21 травня по 8 червня 1940 року  там було вбито 1558 пацієнтів. Інше джерело стверджує, що фургони були вперше випробувані на радянських в'язнях у Заксенгаузені.